# Five Boro Bike Tour

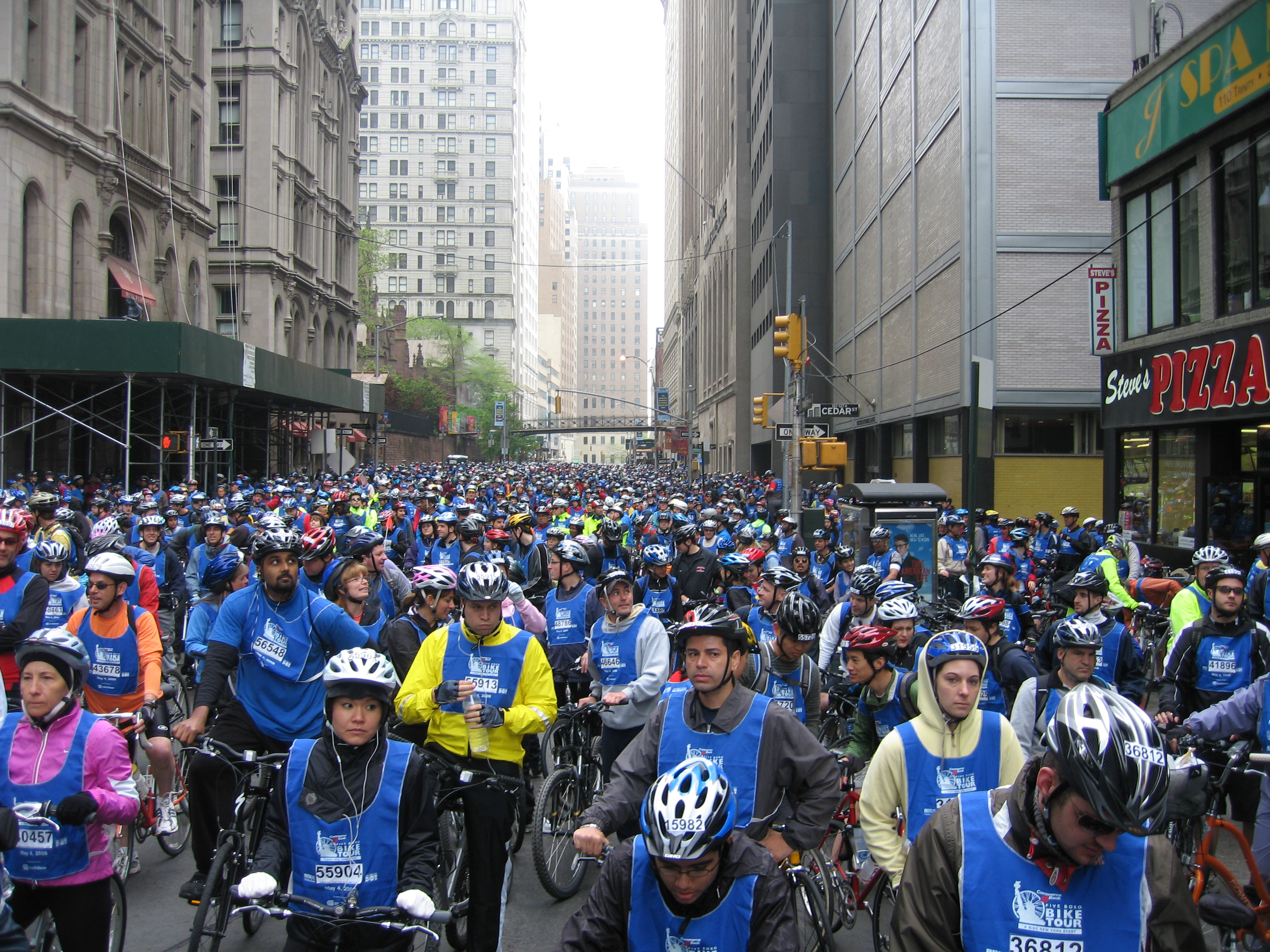
Départ du Five Boro Bike Tour de 2008.

Le Five Boro Bike Tour est un évènement cycliste annuel qui s'étend sur environ 70 kilomètres de long à travers les cinq arrondissements de New York aux États-Unis. C'est le plus grand rassemblement de cyclistes des États-Unis, avec près de 30 000 cyclistes. Il a lieu le premier dimanche de mai. Il a débuté en 1977.